# Loitz
Loitz é um município da Alemanha, situado no distrito de Vorpommern-Greifswald, no estado de Mecklemburgo-Pomerânia Ocidental. Tem 89,53 km² de área, e sua população em 2019 foi estimada em 4.264 habitantes.